# Église Sainte-Marie des Miracles auprès de l'église Saint-Celse
L’église Sainte-Marie des Miracles auprès de l'église Saint-Celse (italien : Chiesa di Santa Maria dei Miracoli presso San Celso) est une église et un sanctuaire situé à Milan.

## Histoire
La construction est entreprise en 1493 par Gian Giacomo Dolcebuono et Giovanni Battagio afin de conserver une icône miraculeuse de la Vierge. La construction a débuté par le dôme octogonal, entouré par un tambour avec une loggia et des arcades décorées de douze statues réalisées par Agostino de Fondulis, d'après le projet en style lombard de Giovanni Antonio Amadeo (1494-1498)
En 1506, l'édifice original est complété par l'ajout d'un complexe constitué par la nef et deux bas-côtés, recouvert par une voûte monumentale, œuvre de Giovanni Antonio Amadeo ; le presbytère a reçu un déambulatoire polygonal inspirée de celui du Dôme de Milan.
Le portique carré de style classique conçu probablement par Cesare Cesariano ou Cristoforo Lombardo (« il Lombardino ») est ajouté au XVIe siècle. La façade éclectique et massive en marbre de Carrare de style maniériste qui a été conçue par Galeazzo Alessi et réalisée par Martino Bassi à la fin du XVIe siècle a été décorée de nombreuses statues et bas-reliefs de Stoldo Lorenzi et Annibale Fontana. Deux bas-reliefs en marbre ont été commandés à Giulio Cesare Procaccini pour la façade en 1595. Bien qu'en mauvais état, ils sont toujours visibles actuellement.
En 1595, l'organiste était le virtuose du clavier Giovanni Paolo Cima.

## Intérieur
L'intérieur de l'église contient des œuvres de la Renaissance milanaise et d'artistes baroques : 
Giovanni Battista Crespi (« il Cerano »), Camillo et Giulio Cesare Procaccini, Carlo Francesco Nuvolone, Antonio Campi, Ambrogio Borgognone, Callisto Piazza. 
Les peintures : 
- Baptême de Jésus  de Gaudenzio Ferrari et Giovanni Battista della Cerva,
- La chute de saint Paul, Alessandro Bonvicino dit Moretto.

Sur l'autel du transept droit se trouve un retable de Paris Bordone. Le pupitre du Chœur a été réalisé par Giuseppe Meda.

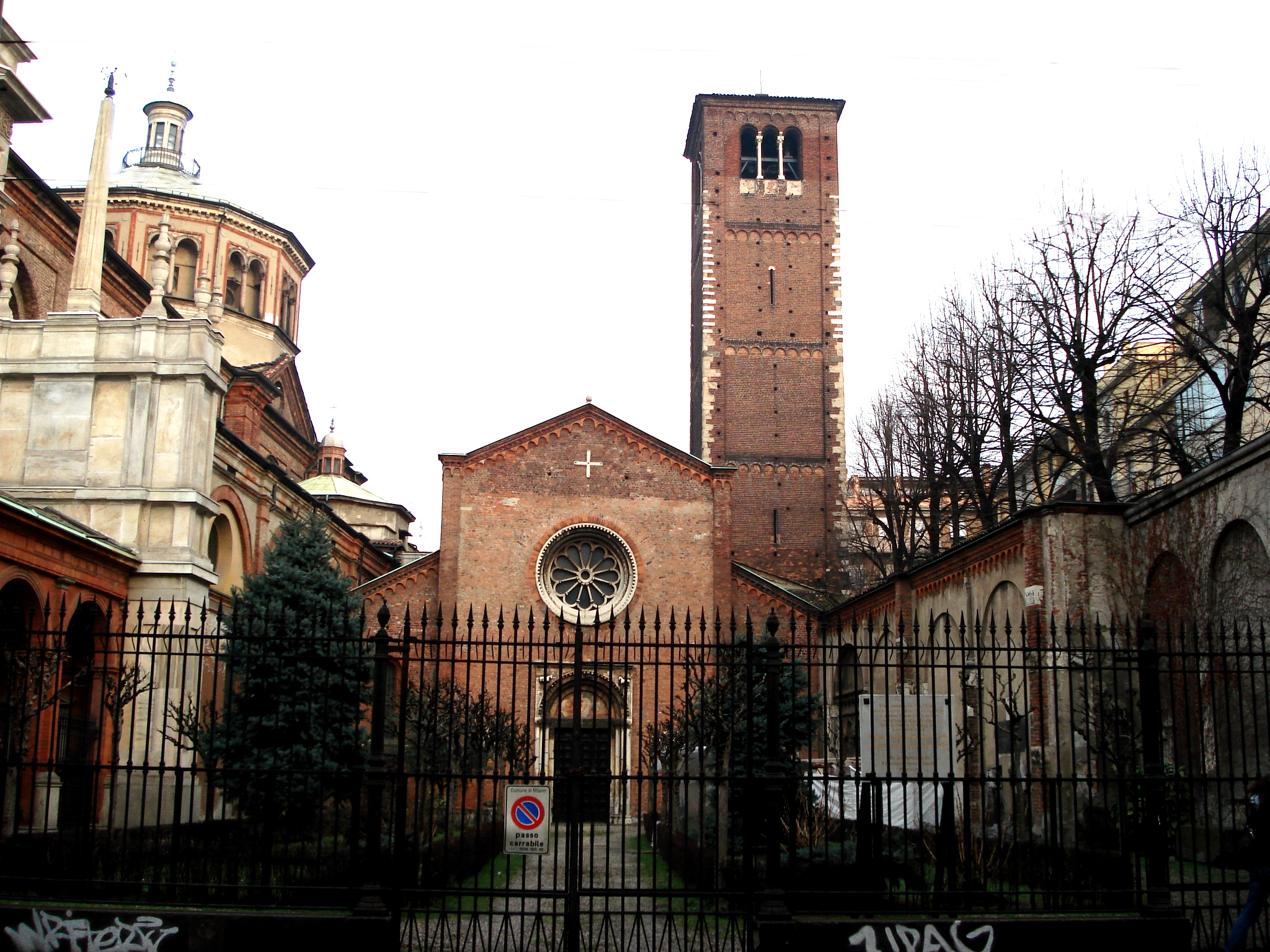
San Celso.

Dans le transept gauche se trouve un autel dessiné par Martino Bassi, et une statue en marbre Assunta d'Annibale Fontana (1586) ainsi que deux anges de Giulio Cesare Procaccini.
Le retable Saint Sébastien secouru par les anges, réalisé en 1610 par Giulio Cesare Procaccini (bois, 285 × 139 cm) ornait autrefois un autel. Consfisqué par les autorités françaises avant d'être exposé au Louvre, il fut envoyé ensuite à Bruxelles où il constitue un des joyaux des collections italiennes du Musée Old Masters.

## Saint-Celse
L'église romane San Celse est annexée à celle de Sainte-Marie des Miracles. Elle est dédiée au martyr saint Celsus. En grande partie démolie elle a été fondée au IVe siècle et reconstruite au XIe siècle.
La façade, refaite au XIXe siècle possède une rosace et un portail roman décoré de figures animales. Le clocher date aussi du XIe siècle.